# Фогт, Йозеф
Йозеф Фогт (нем. Joseph Vogt; 23.06.1895, Шехинген, Германия — 14.07.1986, Тюбинген) — немецкий антиковед, один из ведущих специалистов XX века по истории Древнего Рима.
Исследователь античного рабства.
Участник Первой мировой войны.
После учёбы в университетах Тюбингена и Берлина получил докторскую степень по истории в 1921 году и хабилитировался в Тюбингене в 1923 году.
В 1926-1929 годах был преподавателем в Тюбингенском университете. Был профессором в университетах Вюрцбурга (1929), Бреслау (1936), Тюбингена (1940), Фрайбурга (1944), вновь в Тюбингене с 1946 года — до выхода на пенсию в 1963 году.
Был ректором и дважды деканом философского факультета Тюбингенского ун-та.
Был нацистом, состоял членом НСДАП.
Член АН в Майнце, Вене и Хейдельберге, Академии надписей и изящной словесности в Париже. Член Немецкого археологического института.
Почётный профессор Католического университета Святого Сердца в Милане.
Его работы переиздавались и переводились на другие языки.